# Andromaco (mitologia)
Nella mitologia greca, Andromaco è un combattente di schieramento acheo al tempo della guerra di Troia, cui partecipò al seguito di Idomeneo. È menzionato da Quinto Smirneo nel libro XI della Posthomerica, tardivo poema epico che racconta le vicende belliche posteriori all'Iliade di Omero (databile tra il III e IV secolo d.C.).

## Il mito

### Origini
Andromaco era un guerriero oriundo di Cnosso, prestigioso sito dell'isola di Creta e sede degli appartamenti reali del monarca Idomeneo, nipote di Minosse. Si arruolò obbligatoriamente nell'esercito di quest'ultimo quando il re cretese promise di unire le sue forze a quelle del re Agamennone allo scopo di vendicare il rapimento di Elena, moglie di Menelao.

### Morte
Andromaco perse la vita negli scontri finali che si tennero sotto le mura di Troia. Combattendo dall'alto del suo cocchio, trainato da splendidi destrieri, assistette dapprima alla morte del compagno Bremone ad opera di Enea; colpito a sua volta alla tempia dalla spada dell'eroe, Andromaco rotolò morto dal carro, imbizzarrendo i cavalli che corsero lungo il campo di battaglia schiacciando i morti sotto gli zoccoli. I servi di Enea riuscirono però a recuperarli e li condussero in patria come trofeo di guerra.